# Goździeńczyk popielaty

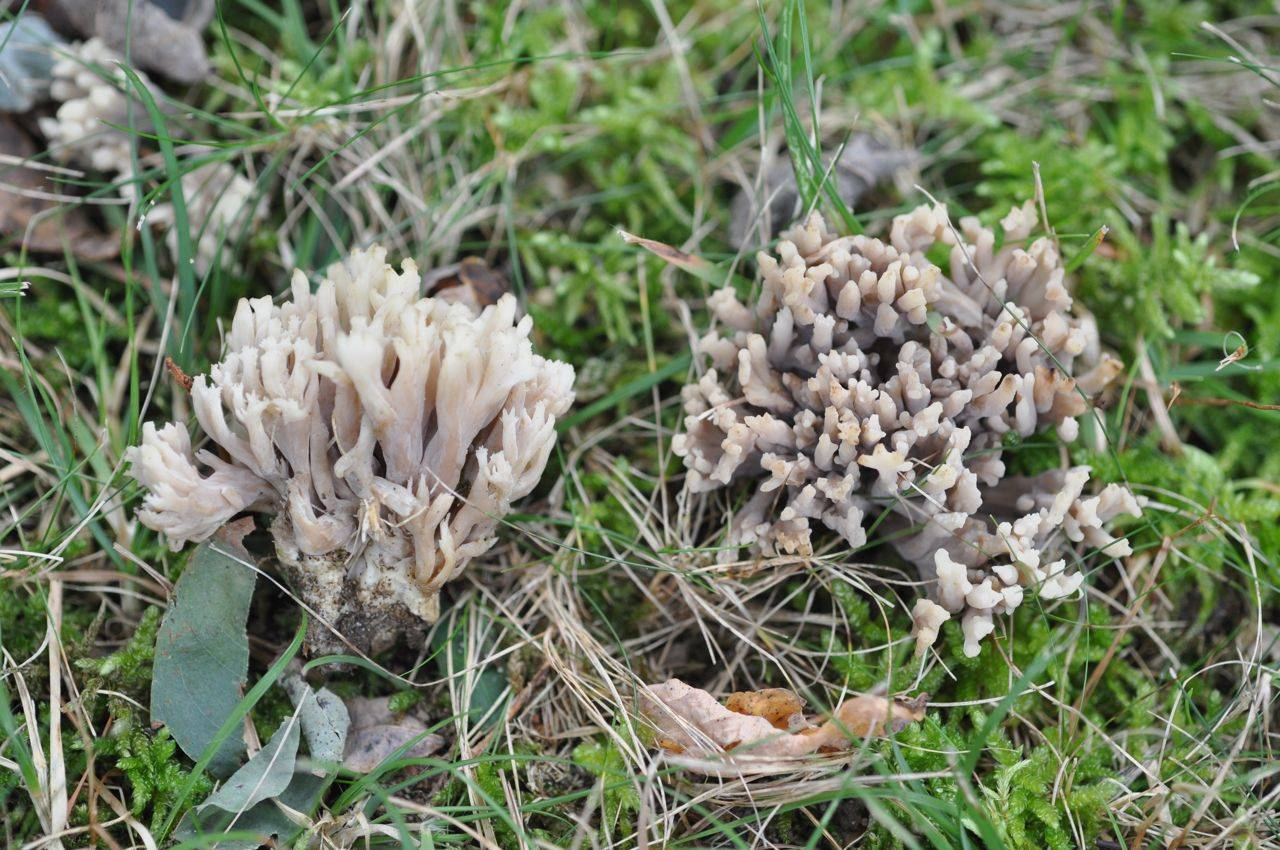

Goździeńczyk popielaty (Clavulina cinerea (Bull.) J. Schröt) – gatunek jadalnych grzybów z rodziny kolczakowatych (Hydnaceae).

## Systematyka i nazewnictwo
Pozycja w klasyfikacji według Index Fungorum: Hydnaceae, Cantharellales, Incertae sedis, Agaricomycetes, Agaricomycotina, Basidiomycota, Fungi.
Po raz pierwszy takson ten zdiagnozował w 1788 r. Jean Baptiste Bulliard nadając mu nazwę Clavaria cinerea. Obecną, uznaną przez Index Fungorum nazwę nadał mu w 1888 r. Joseph Schröter, przenosząc go do rodzaju Clavulina.
Synonimów naukowych ma ok. 20. Niektóre z nich:

- Clavaria cinerea Bull. 1788
- Clavaria cinerea var. gracilis Rea 1918
- Clavaria fuliginea Pers. 1822
- Clavaria grisea Pers. 1797
- Clavulina cinerea var. gracilis (Rea) Corner 1950
- Corallium cinereum (Bull.) Hahn 1883
- Merisma cinereum (Bull.) Spreng. 1827
- Ramaria cinerea (Bull.) Gray 1821

Nazwę polską podali Barbara Gumińska i Władysław Wojewoda w 1968. W polskim piśmiennictwie mykologicznym gatunek ten opisywany był też jako goździeniec popielaty. 

## Morfologia
Owocnik
Wysokości 3–6(10) cm, krzaczasto rozgałęziony. Gałązki mniej lub bardziej szare do fioletowoszarych, trochę pomarszczone. Szczyty jaśniejsze, tępo zakończone lub ząbkowane, jednak nie spłaszczone ani grzebieniaste. Podstawa białawo-żółtawo się odcinająca.
Wysyp zarodników
Jasnożółty. Zarodniki kuliste lub eliptyczne, o rozmiarach 6–11 × 6–10 μm.

## Występowanie i siedlisko
Notowany jest w Ameryce Północnej i Środkowej, Europie, w Japonii i Australii. W Polsce jest bardzo pospolity.
Rośnie od sierpnia do października, w lasach liściastych, rzadziej w iglastych, przeważnie na gołej ziemi. W Polsce pospolity.

## Gatunki podobne
Goździeńczyka popielatego można łatwo pomylić z szaro zabarwionymi odmianami goździeńczyka grzebieniastego (Clavulina cristata) lub z szarymi formami bardziej maczugowatego goździeńczyka pomarszczonego (Clavulina rugosa).